# Сребный, Михаил Александрович
Сребный Михаил Александрович (5 декабря 1928, Артёмовка, Сталинский округ — 18 сентября 2003, Москва) — начальник комбината «Торезантрацит», Герой Социалистического Труда (1971).

## Биография
Родился 5 декабря 1928 года в селе Артёмовка ныне Амвросиевского района Донецкой области. Украинец. В 1949 году окончил Чистяковский горный техникум в посёлке Катык, в 1955 году — горный факультет Сталинского индустриального института (ныне Донецкий политехнический институт).
С 1949 года работал на шахтах треста «Чистяковантрацит» на различных инженерно-технических должностях. Был горным мастером, помощником начальника и начальником участка угледобычи, начальником участка вентиляции на шахтах имени Лутугина, № 3-бис и № 17-бис. Участвовал в переводе шахт на полную цикличность. В 1955 году горняки шахты № 3-бис, в том числе и начальник участка М. А. Сребный, стали застрельщиками соревнования за повышение производительности горных машин и, в первую очередь, угольных комбайнов, добившись самой высокой для того времени производительности комбайна «Донбасс» — 21450 тонн антрацита в месяц.
В 1960-64 годах работал на должности управляющего трестом «Чистяковантрацит». В 1964 году в связи с переименованием города в честь французского коммуниста Мориса Тореза, трест также поменял название, став называться «Торезантрацит». В 1970 году трест был реорганизован в комбинат, вобрав в себя ещё и трест «Снежнянантрацит». Все эти годы М. А. Сребный работал руководителем этого видоизменяющегося предприятия.
Под его руководством была произведена глубокая модернизация и реконструкция многих шахт треста, была завершена реконструкция шахт № 3-бис, № 17-бис, имени Л. И. Лутугина, автоматизированы поверхностные комплексы шахт «Красная звезда», № 2-43, № 10-бис и других. 18 января 1974 года вступила в строй новая шахта «Прогресс».
Бригады шахт включались в социалистическое соревнование и одна за другой производили рекордные выработки. В результате из года в год росла производительность труда шахтёров: в 1960 году она составила 37,2 тонны угля в месяц, а к 1965 году выросла до 42,6 т/мес. Также бригады проходчиков увеличивали погонный метраж вырубки откаточных штреков. Так на шахте № 17-бис был установлен мировой рекорд — 1051 погонный метр. В 1972 году бригада проходчиков шахты имени Л. И. Лутугина в ходе соревнования за достойную встречу 50-летия образования СССР прошла 764 погонных метра бортового ходка, установив Всесоюзный рекорд проведения такого рода выработок.
М. А. Сребный явился одним из изобретателей нового забойного скребкового конвейера, эксплуатация которого на шахтах существенно увеличила производительность труда шахтёров и повысила объём дневной и месячной выработки.
Он уделял большое внимание социальной сфере производства, условиям жизни шахтёров, их материальному и социальному обеспечению. При М. А. Сребном существенно был увеличен жилой фонд, построены для горняков школы, детские сады, поликлиники, объекты бытового и культурного назначения. В марте 1967 начальник принял решение об установлении рабочим второго выходного дня, все рабочие и служащие предприятий, организаций и учреждений треста были переведены на 5-дневную рабочую неделю.
Указом Президиума Верховного Совета СССР от 1971 года за исключительные заслуги в развитии угольной промышленности Сребному Михаилу Александровичу присвоено звание Героя Социалистического труда с вручением ордена Ленина и золотой медали «Серп и Молот».
С 1975 по 1981 годы М. А. Сребный работал в Минуглепроме СССР начальником производственного управления по добыче угля, а с 1981 по 1990 год — председателем ЦК Профсоюза рабочих угольной промышленности.
В 90-х годах М. А. Сребный был председателем правления общественной организации «Землячество донбассовцев в Москве».
Кандидат технических наук. Автор целого ряда научных работ и публикаций, таких как: «Развитие горных работ на действующих шахтах» (1980), «Резервы эффективности» (1983), «Стахановские традиции в угольной промышленности» (1985), «Профсоюз рабочих угольной промышленности» (1986), «Социальные аспекты развития трудовых отношений работников на угледобывающих предприятиях» (1996), «Регулирование трудовых отношений на угледобывающих предприятиях в условиях реструктуризации отрасли» (1997) и др.
Жил в Москве. Умер 18 сентября 2003 года. Похоронен в Москве на Троекуровском кладбище.
Награждён орденами Ленина, Трудового Красного Знамени, медалями, а также ведомственными наградами.
Почётный гражданин города Торез.